# Буяны (Волынская область)
Буя́ны (укр. Буяни) — село в Торчинской поселковой общине Луцкого района Волынской области Украины.
Код КОАТУУ — 0722880901. Население по переписи 2001 года составляет 878 человек. Почтовый индекс — 45621. Телефонный код — 332. Занимает площадь 2,83 км².